# Денисенко Ярослав Юрійович
Денисенко Ярослав Юрійович (нар. 23.09.1991) — український плавець, Майстер спорту України міжнародного класу.
Чемпіон та багаторазовий срібний призер чемпіонату світу 2013 року. Дворазовий срібний призер чемпіонату Європи 2014 року. Багаторазовий срібний та бронзовий призер чемпіонату світу 2015 року, срібний (50 м в/с, 100 м в/с, 200 м в/с, 100 м н/сп, 200 м кмп) призер чемпіонату Європи 2016 року. Чотириразовий срібний призер літніх Паралімпійських ігор 2016, дворазовий чемпіон та бронзовий призер літніх Паралімпійських ігор 2024. Повний кавалер ордена «За заслуги».

## Відзнаки та нагороди
- Орден «За заслуги» I ст. (18 вересня 2024) — За досягнення високих спортивних результатів на ХVІІ літніх Паралімпійських іграх у місті Парижі (Французька Республіка), виявлені самовідданість та волю до перемоги, утвердження міжнародного авторитету України[3]
- Орден «За заслуги» II ст. (4 жовтня 2016) — За досягнення високих спортивних результатів на XV літніх Паралімпійських іграх 2016 року в місті Ріо-де-Жанейро (Федеративна Республіка Бразилія), виявлені мужність, самовідданість та волю до перемоги, утвердження міжнародного авторитету України[4]
- Орден «За заслуги» III ст. (14 вересня 2013) — За вагомий особистий внесок у розвиток та популяризацію фізичної культури і спорту в Україні, досягнення високих спортивних результатів та багаторічну плідну професійну діяльність[5]